# 23-й гвардейский истребительный авиационный полк
23-й гвардейский истребительный авиационный Таллинский полк (сокр. 23 иап, в/ч 77984) — тактическое авиационное формирование Воздушно-космических сил Российской Федерации.

## История наименований
- 23-й истребительный авиационный полк (2000);
- 6987-я авиационная база ВВС РФ (12.2009);
- 23-й истребительный авиационный полк;
- 23-й истребительный авиационный Таллинский полк;
- 23-й гвардейский истребительный авиационный Таллинский полк (17.11.2022[2])

## История
Полк образован в 2000 году путём слияния 60-го истребительного авиационного полка с 404-м истребительным авиационным Таллинским ордена Кутузова полком.
В декабре 2009 года 23-й истребительный авиационный полк переформирован в ходе реформы Вооружённых сил Российской Федерации в 6987-ю авиационную базу ВВС РФ. Впоследствии база переформирована в полки. 23-й истребительный авиационный полк воссоздан и 29 января 2018 года полку официально перешло почётное наименование «Таллинский».
Полк входит в состав 303-й смешанной авиационной дивизии 11-й армии ВВС и ПВО Восточного военного округа. Базируется на аэродроме Дзёмги.
Указом президента России от 29 января 2018 года № 37 в целях воспитания военнослужащих в духе преданности Отечеству и верности воинскому долгу, сохранения славных воинских исторических традиций, а также учитывая заслуги личного состава полку присвоено почётное наименование «Таллинский»
Указом президента России от 17 ноября 2022 года № 834 за массовый героизм и отвагу, стойкость и мужество полку присвоено почётное наименование «гвардейский»

## Отличившиеся воины полка
Дудин Виктор Анатольевич, майор, штурман полка, за мужество и героизм, проявленные при выполнении боевого задания Указом Президента Российской Федерации от 4 марта 2022 года удостоен звания Героя Российской Федерации.
 Сизов Илья Андреевич, гвардии подполковник, заместитель командира полка, за мужество и героизм, проявленные при исполнении воинского долга Указом Президента Российской Федерации («закрытым») от 2022 года удостоен звания Героя Российской Федерации.